# Iglesia de Nuestra Señora de la Asunción (Tomelloso)
La iglesia de Nuestra Señora de la Asunción es un inmueble del municipio español de Tomelloso, en la provincia de Ciudad Real.

## Descripción
La iglesia aparece mencionada en el decimoquinto volumen del Diccionario geográfico-estadístico-histórico de España y sus posesiones de Ultramar de Pascual Madoz, en la entrada correspondiente a Tomelloso, de la siguiente manera: «igl. parr. (La Asuncion) con curato de térm. y provision de S. M. á propuesta del Tribunal Especial de las Ordenes Militares, como perteneciente á la de Santiago».
Cuenta con una planta de cruz latina, cúpula y naves laterales, cuya fábrica de mampostería acusa varias épocas. Constituía la iglesia primitiva la nave del centro hasta el crucero, en cuyo fondo tenía el retablo de Nuestra Señora de la Paz. A mediados del siglo XVII se prolongó esta nave, se dio principio a la construcción de las capillas laterales, que fueron destinadas a enterramiento, y se levantó la torre, que quedó concluida en 1689. En el siglo XVIII se le añadió el crucero con las dependencias que le eran anejas, trasladándose el altar de Nuestra Señora de la Paz a una de sus capillas y fijándose por patrona y titular de esta iglesia a Nuestra Señora de la Asunción. El retablo mayor se construía en 1776 y en 1740 la capilla del Bautisterio, cuyo coste fue de 4331 reales. En el año 1888 se procedió a la unión de las capillas de Jesús Nazareno, San Antón y el atrio de la puerta del Mediodía, formándose así la nave de la epístola. Igual operación fue practicada con las capillas de San Ildefonso, Santo Cristo de la Piedad y Nuestra Señora de la Paz en 1891, lo que por resultado la nave del Norte o del evangelio. En esta última obra se produjeron varios destrozos, ya fuera por la impericia o mala fe de los que la llevaron a cabo: el retablo de Nuestra Señora de la Paz, de gran valor artístico y mayor aún histórico, fue destrozado, sufriendo igual suerte el de Nuestro Señor de la Piedad.